# Dendewiin Terbischdagwa

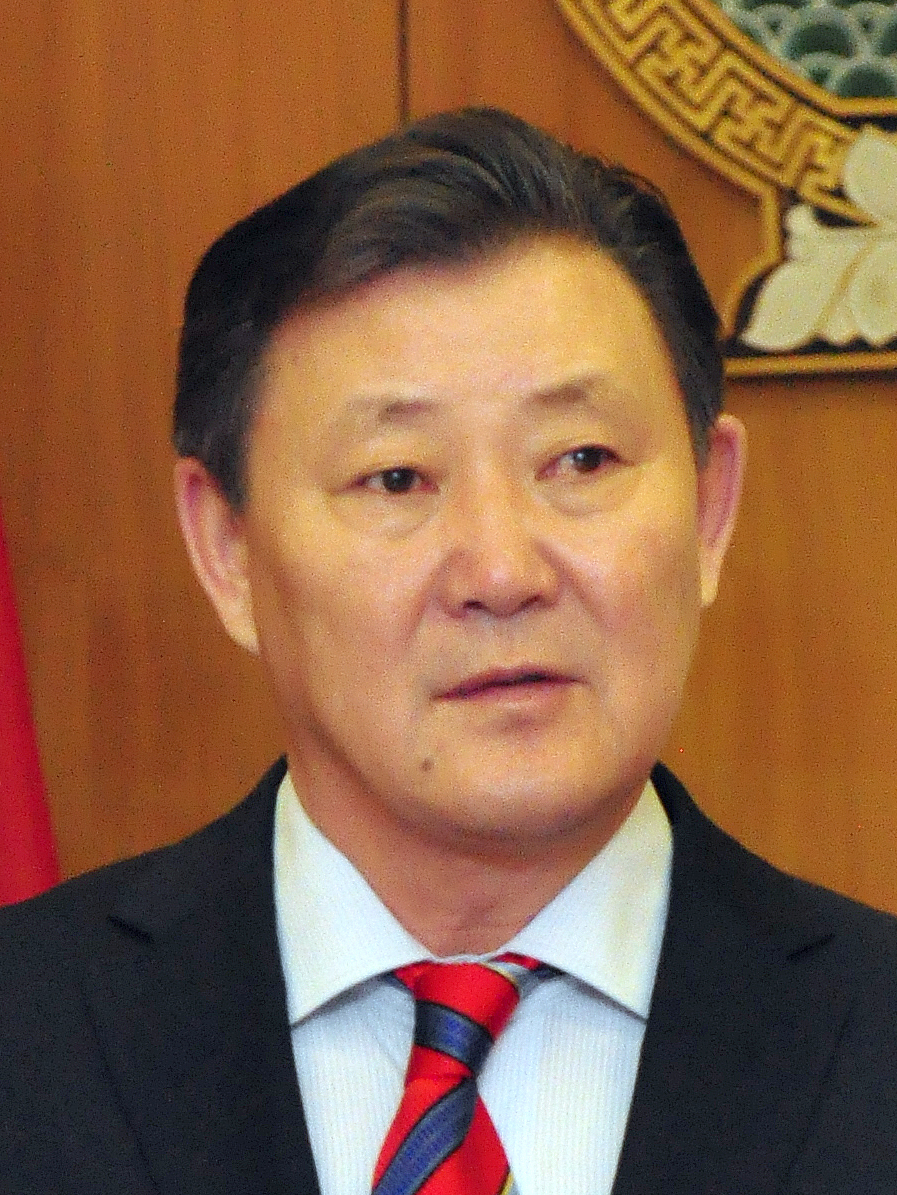
Dendewiin Terbischdagwa

Dendewiin Terbischdagwa (mongolisch Дэндэвийн Тэрбишдагва; * 1955 im Archangai-Aimag) war vom 5. bis zum 21. November 2014 kommissarischer Premierminister der Mongolei und ist seit 2004 zum vierten Mal Abgeordneter des Großen Staats-Churals für die Mongolische Revolutionäre Volkspartei (MRVP), seit 2010 wieder umbenannt in Mongolische Volkspartei (MVP).

## Biografie
Terbischdagwa schloss im Jahr 1982 an der Humboldt-Universität Berlin ein Studium als Lebensmitteltechniker ab.

## Schriften
- Dendev Terbishdagva: Im Jahr des Roten Affen. Ein Nomade zwischen Jurte und Brandenburger Tor. Mit einem Vorwort von Kurt Beck. Verlag Neues Leben, Berlin 2020